# Мамус Микола Степанович
Мико́ла Степа́нович Ма́мус (19 грудня 1924, Велика Плавуча — ) — український громадсько-політичний діяч, політв'язень, зв'язковий проводу ОУН-мельниківців.

## Біографія
Народився у селі Велика Плавуча (нині Тернопільського району Тернопільської області), здобув восьмикласну освіту. Був засуджений вперше у 1948 році за статтею 54.1А кримінального кодексу УРСР («зрада батьківщині») на 25 років, вдруге відсидів у таборах Сибіру вісім років — упродовж 1980—1988 років.
Микола Мамус належав до організації ОУН-мельниківців. Підтвердженням цього слугує групове фото з «мельниківським» гербом українських земель у центрі та листівка з Німеччини з підписом «торговельна школа у Аугсбурзі». Позаяк «мельниківці» у 1944 році бачили безперспективність боротьби в лісах, де молодь просто б загинула від молоха радянської влади, вони різними шляхами евакуйовували її в Австрію та Німеччину, де вони жили у таборах та мали змогу закінчити освіту. Микола перебував у боївці ОУН на Бойківщині. У 1944 році через їх місцевість передавали на ремонт в Австрію танки у супроводі вояків одного з полків СС «Галичина». Таким чином, хлопці виїхали з цією танковою дивізією («Мертва голова» — «Тотенкампф»), у якій було на той час багато українців. Танкісти-українці видали хлопцям, аби ті не відрізнялися від інших, ерзац-форму «Ваффен-СС» — без петлиць.
Таким чином Микола опинився в Австрії, а потім у Німеччині. Війна закінчується, а Микола продовжує співпрацювати з центральним проводом Андрія Мельника. У 1945 році німці сформували з українців, які були у різних військових формаціях, першу дивізію Української Національної армії під проводом нашого земляка, генерала Павла Шандрука (з Лановецького району). Ці солдати першої дивізії УНА відступали на Захід, аби потрапити у полон союзникам і здалися на кордоні Австрії та Югославії у полон англійцям, котрі розмістили їх — більше 10 тисяч — у таборі в італійському містечку Ріміні. Микола виконував роль зв'язківця ОУН і з величезними пригодами завдяки своїй нахабності проводив людей через Альпи. Микола Плав'юк, останній президент українського уряду в екзилі, який на той час був керівником юнацтва в ОУН, залишив спогади про те, як зухвалець Микола Мамус під псевдо «Мамай» проводив його через Альпи.
Родина Миколи виїхала з УРСР пізніше. У 1945—1947 роках він шукав їх по таборах і нарешті знайшов на фермі в Судетах (Чехія). Микола поїхав туди та домовився про спільний від'їзд у Німеччину, адже його рідні загрожувала депортація в СРСР. Проте він мав іще одне завдання від «мельниківців» — налагодити зв'язок на словацькому кордоні поруч м. Пряшів. Однак за доносом господині його упіймали на конспіративній квартирі — словацьке населення було налякане українцями, бо в той час багато бандерівських боївок проривалися через кордон, створюючи нестабільну ситуацію тоді, коли, здавалося б, війна вже закінчилася.
Органи безпеки впіймали Миколу і завезли спершу в Братиславу, потім у Прагу, куди з НКВД надійшла розпорядження з показами його товаришів, котрі на допитах здали його ім'я. Миколу переводять у Відень, а потім у Київ, у Лук'янівську тюрму, де він й отримав вирок на 25 років за зв'язки з ОУН. Заарештований 06.12.1947 р. УКР МДБ Центральної групи військ РА в Австрії (ст. 54-1а, 54-11 КК УРСР). Засуджений 05.07.1948 р. ВТ військ УкрВО на 25 р. ВТТ з конфіскацією майна і 5 р. позбавлення прав. Почалася пересилка. Спершу — в Мордовію, в табори, потім — на лісозаготівлі в селі Суєтиха Тайшетського району Іркутської області.
Саме там Микола познайомився зі своєю майбутньою дружиною, Ярославою Владимир, чию сім'ю вивезли з України за звинуваченням у куркульстві.

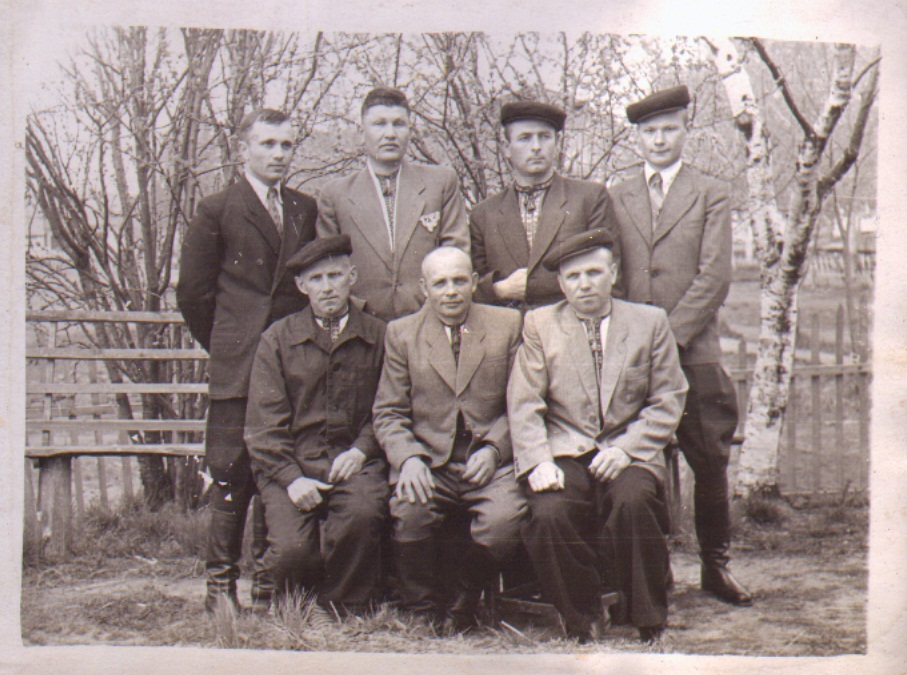
Зліва направо: Василь (прізвище невідоме), Дмитро Верхоляк, Василь Пірус, Юрій Шухевич, Василь (прізвище невідоме), Микола Костів, Микола Мамус. Мордовія, СРСР. 1965 р

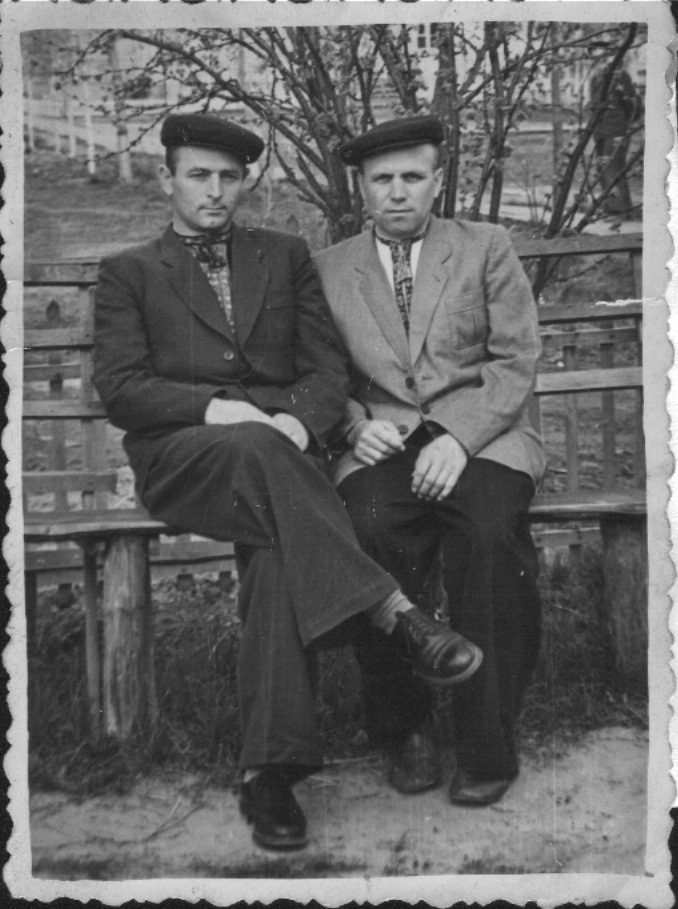
Василь Пірус та Микола Мамус. Дубровлаг — № 7. Мордовія, СРСР. 1960 рік

Відбував ув'язнення з відомими діячами українського національного руху, як от Микола Волошин — художник, член бандерівського крила ОУН, котрий залишив гравюру-портрет Миколи Мамуса, Юрій Шухевич, воїн УПА Василь Пірус.
Учасник ОУН Ігор Денисенко залишив спогади «Уривки з минулого», в яких часто фігурує особа Миколи Мамуса:
"...Повертаюсь до бухти Ваніно. Названа мною обслуга ходила озброєна дрючками і часто пускала їх у діло. Свою пайку хліба, черпак баланди раз чи два на добу і раз на добу чай ми отримували побригадно. Дістати ж води напитись можна було тільки з бою, тобто, коли в зону завозили діжку з водою, пробитись до неї можна було тільки силою і спритністю.
Пам’ятаю, як я і деякі знайомі стояли розгублені перед тією діжкою, навколо якої тріщали зеківські куртки й кістки, а Микола Мамус до неї прицілювався. Там відбувалося ціле побоїще, але не такий Микола, щоб спасувати. Він, як торпеда, врізався в цю бурхливу масу і через кілька хвилин виринав звідти, розколошканий і щасливий, і прибігав до нас, тримаючи банку води. Так було не раз. Ми по черзі пили по ковточку і дякували Миколі. Умитись і, навіть, щось випрати можна було в струмку, який протікав через зону, але пити з нього навряд чи хтось наважувався" 
Звільнився Микола Мамус 25 березня 1963 року. Працював слюсарем у комунгоспі смт. Козова. У 1980 році, коли в Москві мала відбутися олімпіада, по СРСР пройшла «зачистка». Незважаючи на бойкот більшості країн, в Радянський Союз мала приїхати маса іноземців, тому всіх, хто міг би мати «небезпечні», з погляду влади, контакти (а людина, котра вже була раніше ув'язнена і мала в Америці рідного молодшого брата, маму і тата, очевидно, була під підозрою), посадили за «антирадянську» діяльність. На отриманні Миколи в той час вже було троє малолітніх дітей (Степан (10 р.), Володимир (14 р.), Ігор (15 р.). Сім'я залишилася без годувальника і без майна.
Микола Мамус був звільнений за особистим проханням американського президента Рональда Рейгана, котрий надіслав М. Горбачову списки в'язнів сумління, котрим вимагав дати волю — як необхідну умову «потепління» у відносинах з СРСР. Реабілітований 30 січня 1991 року (13694-П).

## Цікаві факти
Микола Мамус залишив спогади у кількох зошитах, опубліковані також у виданні:
- Мамус, Микола. Спомини: (закінчення) / Микола Мамус // Самостійна Україна. — 1995. — Ч. 4 (458). — С. 32—45.

29 грудня 2015 року у Тернополі, в галереї «Бункермуз» відкрилася виставка різдвяних листівок з родинного архіву Миколи Мамуса. Історик Сергій Ткачов, який дослідив життєпис Миколи Мамуса, вперше переповів його публіці.
Старший син Миколи Мамуса Ігор Мамус є відомим ресторатором та громадським діячем, обраним до «100 найкращих тернополян».